# Luciano Marrucci
Luciano Marrucci (San Miniato, 24 marzo 1929 – Empoli, 29 novembre 2015) è stato un presbitero, scrittore e docente italiano, autore di poesie, opere narrative e teatrali.

## Biografia
Compì gli studi nel Seminario di San Miniato dove, la ratio studiorum ancora vigente introduceva allo studio della Scolastica subito dopo il quinquennio ginnasiale. Già all'età di 16 anni si proponeva lo studio della Logica Formale, una disciplina che appassionò fin da principio il giovane studente. Il 6 luglio 1952 venne ordinato sacerdote. Visse dal 1954 al 1957 a Roma, dove si laureò alla Pontificia Università Lateranense con una tesi sugli stupefacenti. Durante un biennio trascorso a Milano frequentò l'Università Cattolica di Milano, insegnando nel contempo religione al Liceo Einstein.
Nel Seminario di San Miniato fu docente di lingua italiana nel Ginnasio e di Filosofia Scolastica al Liceo; insegnò anche Teologia Trinitaria alla Scuola Teologica di San Miniato.
Nel 1959 creò, come ausilio per le traduzioni latine, le "Tabelle Utilis", per le quali, l'anno successivo, conseguì, in Italia, il Brevetto per modello industriale nr. 86959 presso il Ministero dell'industria e del commercio.
Nel 1960 intraprese un viaggio alla ricerca del padre in Africa Orientale. Dopo il ricongiungimento della famiglia fu nominato parroco di Moriolo, località di campagna a sud di San Miniato, dove fondò una piccola casa editrice: "L'Orcio d'Oro", che pubblica tuttora fascicoli in carta pregiata con xilografie in legno di bosso.
Per diversi anni era stato coordinatore della commissione di lettura del Dramma Popolare di San Miniato e poi Direttore dello stesso Istituto.
Nel 2011 fu nominato Canonico Teologo del Capitolo della Cattedrale di San Miniato.
Curò un blog personale,  "Blog dell'Abbasnullius" che oltre a riportare un giornale di memorie, propone alcune ricerche di logica e storia medioevale. Articoli e files sono firmati con lo pseudonimo "Abbasnullius".
Morì nella tarda serata del 29 novembre 2015 all'età di 86 anni all'ospedale di Empoli.

## Opere
- Vini di tutto il Mondo, AA.VV., Editrice Canesi, Roma 1957
- Mister Alcol, AA.VV., Editrice Canesi, Roma 1957
- Dieci poesie , Arnoldo Mondadori Editore, Milano 1973
- Luci del sagittario, All'insegna del Pesce d'Oro di Vanni Scheiwiller, Milano 1977
- Storielle minime, All'insegna del Pesce d'Oro di Vanni Scheiwiller, Milano 1978
- Scripta manent, All'insegna del Pesce d'Oro di Vanni Scheiwiller, Milano 1978
- Taccuino del viandante, All'insegna del Pesce d'Oro di Vanni Scheiwiller, Milano 1979
- Il Principe felice, Istituto del Dramma Popolare, San Miniato 1981
- Il casotto di Burenca, Orcio d'oro, San Miniato 1981
- Le novelle di Faggeto, Orcio d'oro, San Miniato 1985
- Vocabolario del primo biennio, Orcio d'oro, San Miniato 1988
- Quattro leggende, Orcio d'oro, San Miniato 1989
- Vanni della melagrana, Orcio d'oro, San Miniato 1990
- A cominciare dal bue, Orcio d'oro, San Miniato 1997
- Tre amarene, Orcio d'oro, San Miniato 1999
- Credo in Dio Padre Onnipotente, Orcio d'oro, San Miniato 2000
- Versione teatrale di Pittura su legno di Ingmar Bergman, Einaudi, Milano 2001
- Sulle tracce di Dio, Orcio d'oro, San Miniato 2005
- La profuga, Titivillus, San Miniato 2007
- Chiavi di logica: Termine, Orcio d'oro, San Miniato 2009
- Chiavi di logica: Giudizio, Orcio d'oro, San Miniato 2009
- Chiavi di logica: Raziocinio, Orcio d'oro, San Miniato 2009
- Lettera a Margherita Hack, Lulu.com, 2013
- Il ragazzo della conchiglia, Lulu.com, 2014